# Endriago

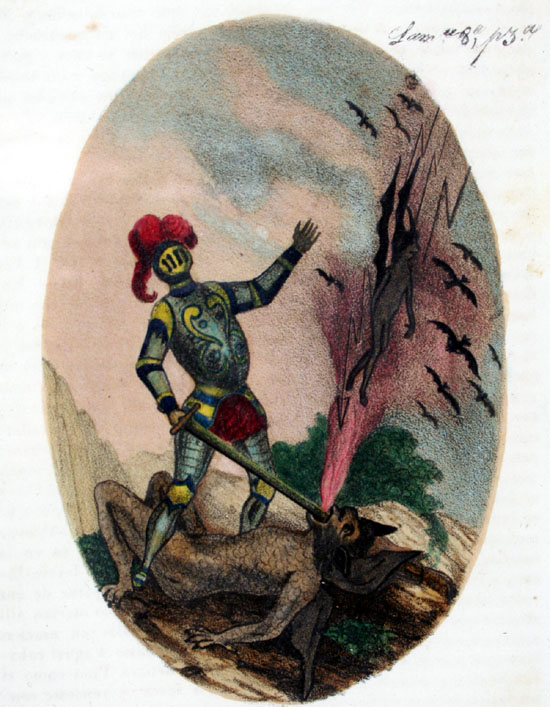
Amadís vence al endriago. Litografía. Madrid, 1838.

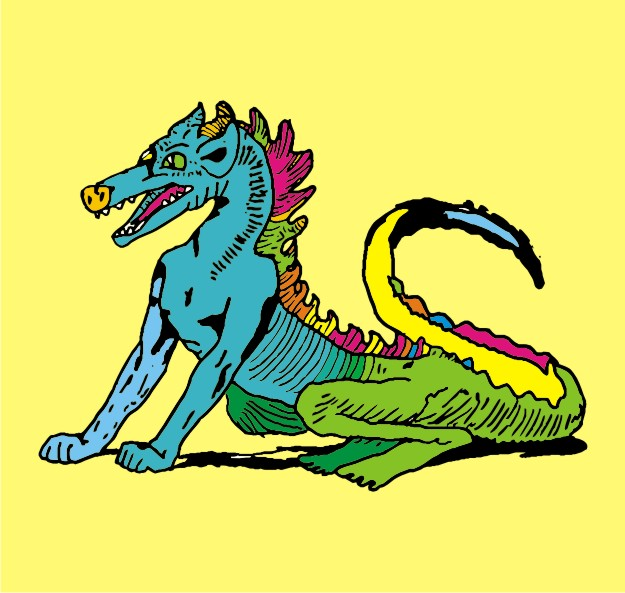
Endriago.

El endriago (palabra formada probablemente del cruce de hidria -hidra- y drago -dragón-) es un personaje literario consistente en un monstruo cruce de hombre, hidra (serpiente de varias cabezas) y dragón. Se caracteriza también por una gran estatura, ligereza de movimientos y condición bestial. Es uno de los enemigos a los que se tiene que enfrentar Amadís de Gaula; su naturaleza infernal está precisada en la descripción que se hace de su muerte en la novela: “Antes que el alma le saliese, salió de su boca el diablo, e fue por el aire con muy gran tronido”.
Todos los rasgos definidores del endriago lo constituyen como un ser dotado de elementos defensivos y ofensivos suficientes para provocar el temor en cualquier adversario. Su ferocidad es tal que la ínsula que habita se presenta como un paraje deshabitado, una especie de infierno terrenal al que sólo podrán acceder caballeros cuya heroicidad esté en los límites de la locura.
Nace como fruto del incesto entre el jayán Bandaguido y su hija Bandaguida, y después de que estos, mediante un engaño, asesinasen a la esposa del primero (quien es cruel enemigo de los cristianos e idólatra, al que los mismos ídolos a los que él adoraba le animaron a engendrar la cosa “más brava y fuerte que en el mundo se podría fallar”).
Su condición satánica, fijada por este origen, tiene un carácter simbólico que influye en la caracterización física y moral del personaje. Su aspecto externo y su conducta están condicionados por la intención de dotar a Amadís de un adversario que represente unos rasgos reprobables desde el punto de vista ético y moral, formando la pareja así una representación de la dualidad entre lo diabólico y lo divino. 
El valor simbólico del monstruo se materializa, además, por la fusión en él de los rasgos más temibles de varios animales. Se destacan la calidad de su piel, formada por conchas superpuestas, sus fuertes brazos y las uñas de sus manos.
- Datos: Q8775843